# ضيفد بيضوي
ضيفد بيضوي (الاسم العلمي: Dyschoriste ovata) هو نوع من النباتات يتبع جنس الضيفد من الفصيلة الأقنتية.